# Auxa fuscolineata
Auxa fuscolineata là một loài bọ cánh cứng trong họ Cerambycidae.